# Иващенко, Андрей (футболист)
Андре́й Иващенко (род. 18 января 1979) — российский футболист, нападающий.
В 1996 году в составе второй команды «Ростсельмаша» в третьей лиге сыграл 14 матчей. В 1997 году во второй лиге за ростовский СКА в 15 матчах забил один гол. В 2000 году за белорусский клуб «Лида» в чемпионате сыграл 6 матчей, забил один гол, после чего завершил профессиональную карьеру.